# Валя-Адинка (ПМР)
Валя-Адинка або Волядинка (рос. Валя-Адынка; рум. Valea Adîncă) — село в Кам'янському районі в Молдові (Придністров'ї). Населення становить 2 200 осіб. Знаходиться поблизу українського кордону, неподалік від села Загнітків Одеської області. В околицях села знаходиться грот, де переховувався Устим Кармелюк.
Село називалось також Валедник, Монастирище. Назва села походить від «валя» (рум. valea) — долина, «адинк» (рум. adânc) — глибокий. В селі знаходиться Церква Святої Параскеви Сербської, заснована перед 1794 роком.

## Населення
За даними перепису 2004 року в селі проживало 368 осіб, з яких 88 % складали українці, 8,4 % — молдовани, 3 % — росіяни, а 0,5 % — інші національності.

## Видатні уродженці
- Кордонська Марія Євтихіївна — Герой Соціалістичної Праці.
- Хархалуп Ганна Максимівна — Герой Соціалістичної Праці.